# Dilophus stigmaterusstigmaterus
Dilophus stigmaterusstigmaterus är en tvåvingeart som beskrevs av Thomas Say 1823. Dilophus stigmaterusstigmaterus ingår i släktet Dilophus och familjen hårmyggor. Inga underarter finns listade i Catalogue of Life.